# 18102 Анґріллі
18102 Анґріллі (2000 LN34, 1993 TH45, 1999 CJ73, 18102 Angrilli) — астероїд головного поясу, відкритий 3 червня 2000 року.
Тіссеранів параметр щодо Юпітера — 3,492.